# Мухаммад II ібн Халіл
Абу Саїд Мухаммад II ібн Халіл (д/н — 878) — 5-й емір аль-Тефеліса у 853—870 роках.

## Життєпис
Походив з роду Шейбанідів. Основні відомості про нього містяться в «Літописі Картлі». Ймовірно 853 року брав участь у поході арабського військовика Буги аль-Кабіра проти повсталого тбіліського еміра Ісхака ібн Ісмаїла, після повалення якого призначається новим еміром.
До кінця 850-х років брав участь в походах Буги проти Абхазії і Кахетії. Водночас замало опікувався відбудовою зруйнованого аль-Тефеліса. У 860-х роках з перервами воював проти кахетінського еріставі Гавріїла та абхазького царя Георгія I, де не мав успіху, внаслідок чого кордони емірату суттєво скоротилися.
870 року був відсторонений від влади. Замість нього призначається родич Іса. 878 року знову стає еміром, але за яких обставин є дискусійно. Втім того ж року повалений Гарбулоком.